# Lilly Marcou
Lilly Marcou (Iasi, 1936) es una historiadora francesa, de origen rumano, que ha escrito varios libros sobre Stalin y la Unión Soviética.
Es autora de obras como Le Kominform, Le communisme de guerre froide (Presses de la Fondation Nationale des Sciences Politiques, 1977), L'Internationale après Staline (Grasset, 1979), Une enfance stalinienne (Presses Universitaires de France, 1982), La guerre froide. L’engrenage (Éditions Complexe, 1987), Ilya Ehrenbourg, un homme dans son siècle (Plon, 1992) —sobre el judío soviético Iliá Ehrenburg—, Elsa Triolet. Les Yeux et la Mémoire (Plon, 1994) —sobre la escritora rusofrancesa Elsa Triolet—, Staline - Vie privéee (Calmann-Lévy, 1996), o Napoléon face aux juifs (2006), entre otras. En 1984 se publicó Le communisme malgré tout. Entretiens avec Lilly Marcou, un libro de entrevistas de Lilly Marcou a Santiago Carrillo.